# Mehmet Özdilek
Mehmet Özdilek (Samsun, 1 april 1966) is een Turks voetbalcoach en voormalig voetballer.

## Carrière als speler
In 1984 begon Mehmet aan zijn professionele voetbalcarrière bij Kahramanmaraşspor. Hij speelde daar tot 1988, en werd daarna uiteindelijk verkocht aan de topclub Beşiktaş JK. Hij speelde daar in het middenveld, en was jaren een vaste waarde voor het club. Met zijn speelstijl werd Özdilek vergeleken met de Belgische voormalige profvoetballer Enzo Scifo. Door zijn ploegmaten werd hij zo dus Şifo Mehmet genoemd. Ook speelde Mehmet nog 31 caps voor het nationale ploeg.

## Trainerscarrière
In 2001 stopte Mehmet Özdilek uiteindelijk met voetballen, en meteen 3 jaar later in 2004 werd hij al de trainer van Malatyaspor. Na een seizoen werd hij al meteen ontslagen van de club. In 2008 werd Özdilek trainer van Antalyaspor. Hij tekende een contract tot 2014, maar verruilde de club in 2013 voor Gençlerbirliği SK. Na een jaar werd Özdilek coach van Çaykur Rizespor. Na in 2015 ook nog Kayseri Erciyesspor gecoach te hebben keerde hij datzelfde jaar terug bij Gençlerbirliği. In 2017 werd Özdilek een seizoen coach van Konyaspor. In 2019 en 2020 tekende hij een contract bij Büyükşehir Belediye Erzurumspor. Tussendoor was hij een seizoen coach bij Denizlispor.